# رنه پرز
رنه پرز (انگلیسی: Renee Perez؛ زاده ۸ دسامبر ۱۹۸۴) بازیگر پورنوگرافی اهل ایالات متحده آمریکا است.